# Heinrich III. von Schönegg
Heinrich III. von Schönegg (* vor 1300; † 30. Dezember 1368 in Schwäbisch Gmünd) war Bischof von Augsburg von 1337 bis 1348. 

## Leben
Heinrich entstammte der Familie der Herren von Schönegg. Sie waren Reichsministerialen und hatten enge Beziehungen zum Hochstift Augsburg. Heinrich war Bruder seines Vorgängers Ulrich II. von Schönegg. Ab 1304 hatte er an der Universität Bologna studiert. Als Bischof wurde er 1337 nach dem Tod seines Bruders durch König Ludwig IV. (dem Bayern) eingesetzt, dessen Kanzler er wohl von 1337 bis 1340 war. Heinrich erhielt ohne die erforderliche päpstliche Bestätigung erst 1343 die Bischofsweihe. Er musste das Hochstift verschulden, um hohe Abgaben an das Reich leisten zu können. Er versuchte, die Verschuldung durch Verkauf von hochstiftischem Besitz (u. a. zu Pfersee) und durch Besteuerung von Welt- und Ordensklerus zu lindern. Nach dem Tod Ludwigs IV. am 11. Oktober 1347, unterstützten Stadt und Domkapitel nun Ludwigs Rivalen Karl IV. Obwohl auch Heinrich dem neuen König huldigte, ernannte Papst Clemens IV. am 30. Mai 1348 Marquard I. von Randeck zum neuen Bischof. 1359 verglich sich Heinrich mit seinem Nachfolger und wurde finanziell abgefunden. Er verbrachte die letzten Lebensjahre in Schwäbisch Gmünd.